# Zühlen (Rheinsberg)
Zühlen ist ein Ortsteil der Stadt Rheinsberg im Landkreis Ostprignitz-Ruppin in Brandenburg.

## Geografie
Der Ort liegt 6 Kilometer südwestlich von Rheinsberg und 16 Kilometer nördlich von Neuruppin im Norden von Brandenburg. Die Nachbarorte sind Linow, Linowsee und Charlottenau im Nordosten, Berkholzofen im Osten, Zechow, Rheinshagen, Schwanow und Braunsberg im Südosten, Binenwalde, Gühlen-Glienicke und Rheinsberg-Glienicke im Südwesten sowie Uhlenberge und Lotharhof im Nordwesten.